# Relaciones Italia-Venezuela
Las relaciones Italia-Venezuela se refiere a las relaciones diplomáticas entre la República Italiana y la República Bolivariana de Venezuela. Ambas naciones disfrutan de relaciones amistosas, cuya importancia se centra en la historia de la inmigración italiana en Venezuela. Hay aproximadamente más de 140,000 italianos viviendo en Venezuela con más de un 5 millones de venezolanos de ascendencia italiana. Ambos países son miembros de las Naciones Unidas.

## Historia
En 1498, el explorador italiano Cristóbal Colón (al servicio de España) exploró la Península de Paria en su tercer viaje a las Americas. Después de la disolución de la Gran Colombia en 1831, Venezuela se convirtió en una nación independiente. En marzo de 1856, Venezuela abrió un consulado en Nápoles y en 1857, Italia abrió una legación consular en la ciudad de Maracaibo y luego una segunda legación consular en La Guaira en 1859. En 1861, Italia y Venezuela firmaron un Tratado de Amistad, Comercio y Navegación. Venezuela fue el primer país de América Latina en reconocer el Reino de Italia. En 1902, Italia se une al Reino Unido, Alemania, y otras potencias extranjeras al bloqueo naval de las costas venezolanas en reclamacion de la deuda externa que el presidente Cipriano Castro se negaba a cancelar.
Al final de la Segunda Guerra Mundial, miles de italianos dejaron su tierra natal e emigraron a Venezuela con la mayoría estableciéndose en Caracas y en Maracaibo. Varios prominentes políticos venezolanos y figuras conocidas son de ascendencia italiana.
En 2017, el gobierno venezolano protestó contra la recomendación de Italia de liberar al preso político Leopoldo López. En marzo de 2018, el viceministro italiano para italianos en el extranjero, Luigi Maria Vignali, realizó una visita a Venezuela para evaluar la situación de aproximadamente 140,000 ciudadanos italianos que viven en Venezuela bajo coacción económica. Desde el comienzo de la crisis económica en Venezuela, más de 50,000 ciudadanos venezolanos han emigrado a Italia, muchos de ellos también teniendo la doble ciudadanía con Italia por descendencia.

## Visitas de alto nivel
Visitas de alto nivel de Italia a Venezuela
- Presidente Giuseppe Saragat (1965)
- Presidente Oscar Luigi Scalfaro (1995)

Visitas de alto nivel de Venezuela a Italia
- Presidente Raúl Leoni (1965)
- Presidente Carlos Andrés Pérez (1976)
- Presidente Jaime Lusinchi (1988)
- Presidente Hugo Chávez (1999, 2001, 2006)
- Presidente Nicolás Maduro (2013, 2016)

## Acuerdos bilaterales
Ambas naciones han firmado varios acuerdos bilaterales, como un Tratado de Amistad, Comercio y Navegación (1862); Acuerdo de cooperación agraria (1985); Acuerdo de cooperación científica y técnica (1987); Acuerdo sobre la promoción y protección de inversiones (1990) y un Acuerdo para evitar la doble imposición y la evasión fiscal (1990).

## Comercio
En 2017, el comercio bilateral entre ambas naciones ascendió a $338 millones de dólares. Las principales exportaciones de Italia a Venezuela son productos alimenticios. Las principales exportaciones de Venezuela a Italia incluyen: gasolina, cemento y coltán. 

## Misiones diplomáticas residentes
- Italia tiene una embajada en Caracas y un consulado en Maracaibo.[9]
- Venezuela tiene una embajada en Roma y consulados-generales en Milán y Nápoles.[10]